# Arca da Piosa

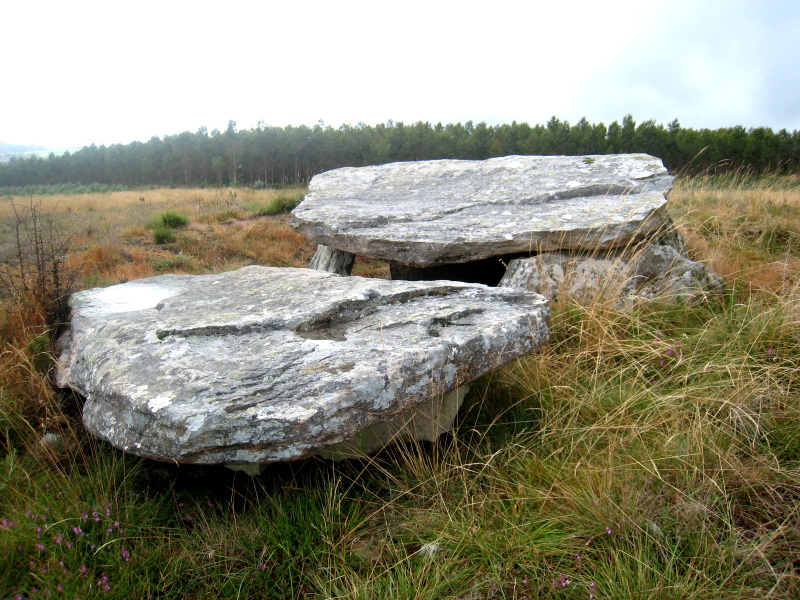
Arca da Piosa. Vista desde Sul

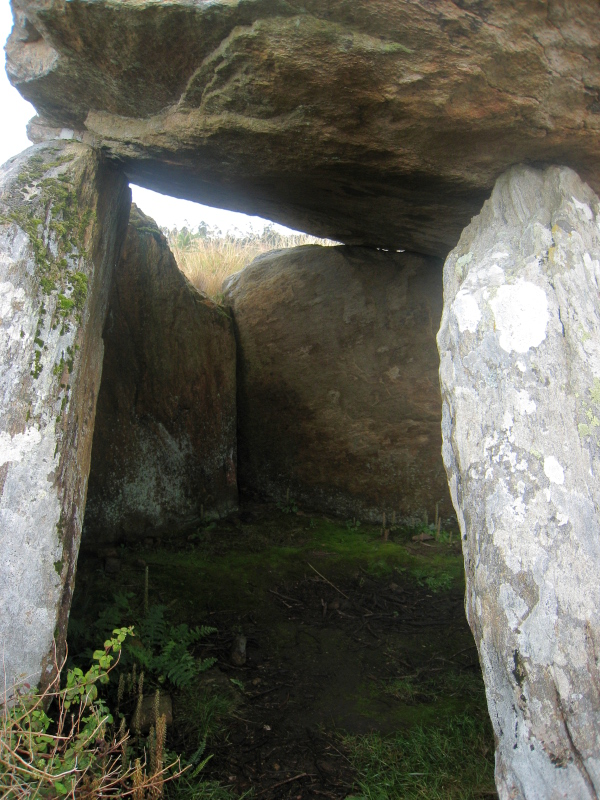
Vista da câmara, desde Noroeste

A Arca da Piosa é um dólmen que fica no concelho de Zas, na Galiza, na paróquia de Muíño. Foi estudada em 1933 pelo arqueólogo alemão Georg Leisner e encontra-se em bom estado de conservação.
A câmara é poligonal, tem 3,20 m. de comprimento e consiste em quatro esteios e uma tampa; o corredor está orientado para Leste, é curto (1 m.) e consiste em três esteios cobertos por uma laje partida em três que, por sua vez, está coberta por outra maior; esta tampa fica a menor altura do que a que cobre a câmara, e pode existir decoração em forma de gravuras.
O comprimento total do dólmen é de 8 metros e a mamoa é muito visível. As lousas com que foi construído este dólmen são grandes, especialmente as tampas, e o volume total é de cerca de 35 toneladas.

### Dólmens próximos
- Pedra Moura
- Pedra da Lebre
- Pedra Cuberta